# Pieskowa Skała

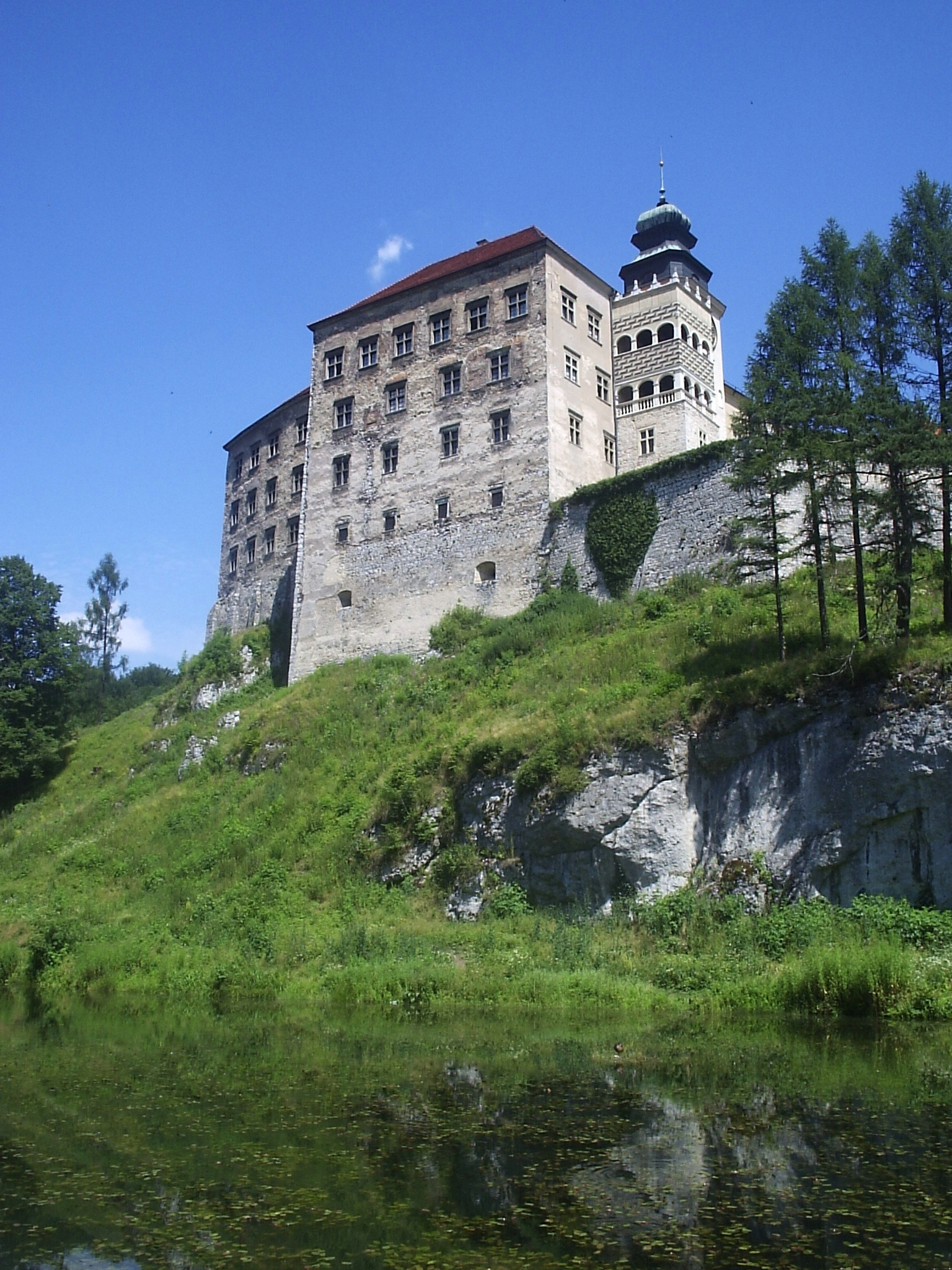
Vista del castell des de la vall de Pradnik

El Pieskowa Skała és un castell que domina tota la vall del Prądnik situat entre Skała i Suloszowa dins del parc nacional d'Ojców a uns 25 km de Cracòvia, a Polònia. S'esmentava per primera vegada el 1315 com un castell de pedra finançat pel rei Casimir el Gran. Expandit al segle xv, es convertia en una residència renaixentista majestuosa al segle següent i s'enfortia amb noves muralles d'estil italianes a principis del segle xvii. Durant molt temps va pertànyer a la poderosa família Szafraniec. Des del 1966 és també un museu.
La imposant silueta del castell domina. Ha estat reformat en nombroses ocasions, per la qual cosa avui se'ns presenta com un conjunt heteròclit (baluards, atalaies, elements gòtics i renaixentistes). La porta cotxera dona a un pati interior porxat amb dos pisos de galeries. Alguns dels interiors que es visiten han estat reconstituïts amb elements que van de l'edat mitjana al segle xix: mobiliari, porcellanes, vaixella de plata, quadres, tapissos.